# Talal Haji
Talal bin Abubakr bin Abdullah Haji (Yeda, La Meca, 16 de septiembre de 2007) es un futbolista saudí. Juega de delantero centro y su equipo actual es el Al-Ittihad Jeddah Club de la Liga Profesional Saudí, máxima categoría del fútbol saudí.

## Trayectoria
A los 14 años fue reclutado por Al-Ittihad Jeddah Club y realizó su formación juvenil en el club profesional.
Fue ascendido al primer equipo de Al-Ittihad por el entrenador Nuno Espírito Santo para la fecha 6 de la Liga Profesional Saudí 2023-24, concentró con los profesionales con 15 años debido a una lesión del delantero Abderrazak Hamdallah, entrenó con jugadores como Karim Benzema, N'Golo Kanté y Fabinho, no llegó a integrar el banco de suplentes. Para la jornada siguiente volvió a ser considerado, esta vez integró el banco de suplentes, el 21 de septiembre de 2023 debutó como profesional, ingresó ya en tiempo cumplido y vencieron 2-1 a Al-Fateh. Disputó sus primeros minutos en el profesionalismo con 16 años y 5 días, se convirtió en el futbolista más joven de la historia de la Liga Profesional Saudí.
Fue cedido a Al-Riyadh en enero de 2025 para jugar la segunda mitad de la temporada 2024-25.

## Selección nacional
Fue convocado a la selección absoluta por primera vez para las fechas FIFA de noviembre de 2023, a sus 16 años. El entrenador Roberto Mancini lo colocó en el banco de suplentes contra Pakistán y Jordania, no tuvo minutos y ganaron ambos encuentros.
Volvió a ser convocado a comienzos del año siguiente, esta vez para jugar la Copa Asiática. Debutó en la competición internacional el 25 de enero, jugó los minutos finales contra Tailandia y empataron sin goles. Con 16 años y 131 días se convirtió en el segundo futbolista más joven en disputar la Copa Asiática.

## Estadísticas

### Clubes
Actualizado al último partido citado el 20 de mayo de 2025.
| Club                            | Div.          | Temporada     | Liga  | Liga  | Liga   | Copas nacionales | Copas nacionales | Copas nacionales | Copas internacionales | Copas internacionales | Copas internacionales | Total | Total | Total  |
| Club                            | Div.          | Temporada     | Part. | Goles | Asist. | Part.            | Goles            | Asist.           | Part.                 | Goles                 | Asist.                | Part. | Goles | Asist. |
| ------------------------------- | ------------- | ------------- | ----- | ----- | ------ | ---------------- | ---------------- | ---------------- | --------------------- | --------------------- | --------------------- | ----- | ----- | ------ |
| Al-Ittihad S. C. Arabia Saudita | 1.ª           | 2023-24       | 9     | 2     | 3      | 1                | 0                | 0                | 1                     | 0                     | 0                     | 11    | 2     | 3      |
| Al-Ittihad S. C. Arabia Saudita | 1.ª           | 2024-25       | -     | -     | -      | 0                | 0                | 0                | -                     | -                     | -                     | 0     | 0     | 0      |
| Al-Ittihad S. C. Arabia Saudita | 1.ª           | 2025-26       | -     | -     | -      | -                | -                | -                | -                     | -                     | -                     | 0     | 0     | 0      |
| Al-Ittihad S. C. Arabia Saudita | Total club    | Total club    | 9     | 2     | 3      | 1                | 0                | 0                | 1                     | 0                     | 0                     | 11    | 2     | 3      |
| Al-Riyadh S. C. Arabia Saudita  | 1.ª           | 2024-25       | 10    | 1     | 0      | -                | -                | -                | —                     | —                     | —                     | 10    | 1     | 0      |
| Al-Riyadh S. C. Arabia Saudita  | Total club    | Total club    | 10    | 1     | 0      | 0                | 0                | 0                | 0                     | 0                     | 0                     | 10    | 1     | 0      |
| Total carrera                   | Total carrera | Total carrera | 19    | 3     | 3      | 1                | 0                | 0                | 1                     | 0                     | 0                     | 21    | 3     | 3      |
| 1. 2.                           |               |               |       |       |        |                  |                  |                  |                       |                       |                       |       |       |        |

### Selección
Actualizado al último partido citado el 7 de junio de 2025.
| Selección               | Temporada         | Continental | Continental | Continental | Mundial | Mundial | Mundial | Amistosos | Amistosos | Amistosos | Total | Total | Total  |
| Selección               | Temporada         | Part.       | Goles       | Asist.      | Part.   | Goles   | Asist.  | Part.     | Goles     | Asist.    | Part. | Goles | Asist. |
| ----------------------- | ----------------- | ----------- | ----------- | ----------- | ------- | ------- | ------- | --------- | --------- | --------- | ----- | ----- | ------ |
| Sub-16 Arabia Saudita   | 2022              | —           | —           | —           | —       | —       | —       | 1         | 1         | 0         | 1     | 1     | 0      |
| Sub-16 Arabia Saudita   | Total sel.        | 0           | 0           | 0           | 0       | 0       | 0       | 1         | 1         | 0         | 1     | 1     | 0      |
| Sub-17 Arabia Saudita   | 2022              | 5           | 7           | 0           | —       | —       | —       | ?         | ?         | ?         | 5     | 7     | 0      |
| Sub-17 Arabia Saudita   | 2023              | 4           | 2           | 0           | -       | -       | -       | 2         | 1         | 0         | 6     | 3     | 0      |
| Sub-17 Arabia Saudita   | Total sel.        | 9           | 9           | 0           | 0       | 0       | 0       | 2         | 1         | 0         | 11    | 10    | 0      |
| Sub-18 Arabia Saudita   | 2024              | —           | —           | —           | —       | —       | —       | 2         | 0         | 0         | 2     | 0     | 0      |
| Sub-18 Arabia Saudita   | Total sel.        | 0           | 0           | 0           | 0       | 0       | 0       | 2         | 0         | 0         | 2     | 0     | 0      |
| Sub-19 Arabia Saudita   | 2024              | 5           | 3           | 0           | —       | —       | —       | -         | -         | -         | 5     | 3     | 0      |
| Sub-19 Arabia Saudita   | Total sel.        | 5           | 3           | 0           | 0       | 0       | 0       | 0         | 0         | 0         | 5     | 3     | 0      |
| Sub-20 Arabia Saudita   | 2024              | 2           | 2           | 0           | —       | —       | —       | 0         | 0         | 0         | 2     | 2     | 0      |
| Sub-20 Arabia Saudita   | 2025              | 6           | 1           | 1           | -       | -       | -       | 2         | 1         | 0         | 8     | 2     | 1      |
| Sub-20 Arabia Saudita   | Total sel.        | 8           | 3           | 1           | 0       | 0       | 0       | 2         | 1         | 0         | 10    | 4     | 1      |
| Sub-21 Arabia Saudita   | 2024              | —           | —           | —           | —       | —       | —       | 4         | 1         | 1         | 4     | 1     | 1      |
| Sub-21 Arabia Saudita   | Total sel.        | 0           | 0           | 0           | 0       | 0       | 0       | 4         | 1         | 1         | 4     | 1     | 1      |
| Absoluta Arabia Saudita | 2023              | 0           | 0           | 0           | —       | —       | —       | -         | -         | -         | 0     | 0     | 0      |
| Absoluta Arabia Saudita | 2024              | 1           | 0           | 0           | —       | —       | —       | 0         | 0         | 0         | 1     | 0     | 0      |
| Absoluta Arabia Saudita | Total sel.        | 1           | 0           | 0           | 0       | 0       | 0       | 0         | 0         | 0         | 1     | 0     | 0      |
| Total selecciones       | Total selecciones | 23          | 15          | 1           | 0       | 0       | 0       | 11        | 4         | 1         | 34    | 19    | 2      |
| 1.                      |                   |             |             |             |         |         |         |           |           |           |       |       |        |

## Palmarés

### Distinciones individuales
| Distinción                                                                             | Año  |
| -------------------------------------------------------------------------------------- | ---- |
| Parte de los 60 mejores jugadores jóvenes del mundo para The Guardian (categoría 2007) | 2024 |